# Lesley Lokko
Lesley Naa Norle Lokko (Dundee, 1964) es una arquitecta, académica y novelista ghanesa-escocesa. En 2022 fue nombrada comisaria de la XVIII Muestra Internacional de Arquitectura, de la Bienal de Venecia. En 2024 se convirtió en la primera mujer africana en ganar la Royal Gold Medal de arquitectura.

## Primeros años y educación
Lesley Lokko nació en Dundee, y a los nueve meses se fue a Ghana. Es hija de un cirujano ghanés y de una judía escocesa que se fue cuando ella tenía siete años. Creció en Ghana y Escocia (Reino Unido). A los 17 años fue a un internado privado en Inglaterra.
Comenzó a estudiar hebreo y árabe en la Universidad de Oxford, pero dejó el programa para ir a los Estados Unidos. Estudió sociología, se graduó en la Escuela de Arquitectura Bartlett, University College de Londres, y obtuvo un doctorado en Arquitectura por la Universidad de Londres en 2007.

## Carrera
Comenzó a escribir al ver que no podía ganarse la vida como arquitecta.
Gran parte de la obra de Lokko contiene temas sobre identidad cultural y racial. Da conferencias regularmente en Sudáfrica, y también ha enseñado en el Reino Unido y los Estados Unidos. También escribe regularmente para The Architectural Review.
Durante 10 meses, fue decana de la Escuela de Arquitectura Spitzer del City College de Nueva York, puesto del que dimitió alegando una carga de trabajo abrumadora y falta de empatía con las mujeres negras.
Es directora de la Escuela de Posgrado y profesora asociada de arquitectura en la Universidad de Johannesburgo.
Lesley Lokko fundó en 2015 la Graduate School of Architecture en Johannesburgo (Sudáfrica) y en 2021 el Africa Future Institute en Acra (Ghana).

## Obras publicadas seleccionadas
- 2000: White Papers, Black Marks: Race, Culture, Architecture[1]
- 2004: Sundowners[1]
- 2005: Saffron Skies[1]
- 2008: Bitter Chocolate[1]
- 2009: Rich Girl, Poor Girl[15]
- 2010: One Secret Summer
- 2011: A Private Affair[1]
- 2012: An Absolute Deception[1]
- 2014: Little White Lies[1]

### Como editora
- 2000: White Papers, Black Marks: Architecture, Race, Culture [16]

## Reconocimientos
Ha formado parte del jurado del León de Oro de la Bienal de Venecia 2021.
En 2022 fue nombrada comisaria de la XVIII Bienal de Arquitectura de Venecia, a celebrar en 2023.
En 2024 fue anunciada como ganadora de la Royal Gold Medal de arquitectura.